# Orele nopții
Orele nopții (titlu original: Shadow Hours) este un film dramatic thriller american din 2000. Filmul este regizat de Isaac H. Eaton după un scenariu propriu. În rolurile principale joacă actorii Balthazar Getty, Peter Weller și Rebecca Gayheart.

## Scenariu
Michael Holloway este un dependent aflat în perioada de recuperare care lucrează la o benzinărie pentru a o sprijini pe soția sa însărcinată, Chloe (Rebecca Gayheart). Michael este atras în lumea interlopă din Los Angeles de către Stuart Chappell, un scriitor.

## Actori
- Peter Weller este Stuart Chappell
- Balthazar Getty este Michael Holloway[2]
- Rebecca Gayheart este Chloe, soția lui Michael

## Producție
Filmul este inspirat de romanul lui Bram Stoker, The Primrose Path.